# Petitmont
Petitmont – miejscowość i gmina we Francji, w regionie Grand Est, w departamencie Meurthe i Mozela.
Według danych na rok 1990 gminę zamieszkiwało 370 osób, a gęstość zaludnienia wynosiła 21 osób/km² (wśród 2335 gmin Lotaryngii Petitmont plasuje się na 687. miejscu pod względem liczby ludności, natomiast pod względem powierzchni na miejscu 248.).